# Клемансе, Шарль
Шарль Клемансе́ (фр. Charles Clemencet; 1703—1778) — французский историк, монах-бенедиктинец.

## Биография
Внёс значительный вклад в классический хронологический свод «Искусство проверять даты исторических событий» (фр. «Art de vérifier les dates des faits historiques, des chartes, des chroniques, et autres anciens monuments, depuis la naissance de Notre-Seigneur...»; Париж, 1750), начатый Дантином и дополненный Дюраном (окончательная переработка этого труда была произведена в 1770—1787 гг. Франсуа Клеманом). Клемансе в 1756 и 1759 опубликовал Х и XI тома громадной «Histoire littéraire de la France». Другие его работы: «Hist. lit. de St. Bernard et de Pierre le Vénérable» (П., 1773) и «Histoire génér. du Port-Royal» (П., 1755).